# Ili
Ili (kazašsky Іле, rusky Или, ujgursky ئىلى دەرياسى‎, čínsky pchin-jinem 'Yili He', znaky 伊犁河) je řeka v autonomní oblasti Sin-ťiang v ČLR (horní tok) a v Almatské oblasti v Kazachstánu (dolní tok). Vzniká ve Východním Ťan-Šanu v Sin-ťiangu soutokem Tekesu a Kungesu a ústí do jezera Balchaš. Od soutoku zdrojnic je 1 001 km dlouhá (z toho v Kazachstánu 815 km), včetně Tekesu má délku 1 439 km. Povodí má rozlohu 140 000 km².

## Průběh toku
Na horním toku má charakter horské bystřiny. Níže pod ústím velkého pravého přítoku Kaš se dolina rozšiřuje a Ili se rozlévá na několik ramen. Až do města Kapčagaj řeka teče dnem široké kotliny mezi nízkými břehy, které jsou místy bažinaté. Poté vtéká do hluboké Kapčagajské úžlabiny, kde byla postavena Kapčagajská hydroelektrárna a vznikla tak Kapčagajská přehrada. Pod ústím posledního přítoku (Kurty) se dolina prudce rozšiřuje a řeka teče mezi písky pouští Sary-Išikotrau a Taukum. Ve vzdálenosti 340 km od ústí se odděluje suché rameno Bakanas a zde začíná stará delta Ili. O 100 km níže se nachází současná delta o rozloze 9 000 km² s množstvím ramen, jež jsou zarostlá skřípincem. Hlavní jsou Žideli, Ili (splavné) a Topar.

## Vodní stav
Zdroj vody je ledovcovo-sněhový. Průměrný roční průtok je:
- 479 m³/s u vesnice Učžarma (270 km od ústí),
- 329 m³/s v ústí do Balchaše.

Průměrná kalnost vody je 1 kg/m³. Zamrzá v prosinci a rozmrzá v březnu.

## Přítoky
- Hlavní přítoky zprava jsou Kaš, Chorgos.
- Hlavní přítoky zleva jsou Čaryn, Čilik, Talgar, Kaskelen, Kurty.
- Zdrojnice jsou Tekes, Kunges.

## Využití
Ili a její přítoky mají velký význam pro zavlažování. Je také bohatá na ryby a v deltě se průmyslově chovají ondatry. Je splavná od města Kuldža (Inin) v Číně pro lodě s nevelkým ponorem. Na území Kazachstánu je pravidelné spojení od státní hranice do přístavu Bakanas a níže jsou trasy motorových člunů